# Tephroseris subscaposa
Tephroseris subscaposa là một loài thực vật có hoa trong họ Cúc. Loài này được (Kom.) Czerep. miêu tả khoa học đầu tiên năm 1994.